# Afrocamilla sineseta
Afrocamilla sineseta är en tvåvingeart som beskrevs av Barraclough 1997. Afrocamilla sineseta ingår i släktet Afrocamilla och familjen gnagarflugor. Inga underarter finns listade i Catalogue of Life.